# Du mou dans la gâchette
Pour plus de détails, voir Fiche technique et Distribution.
Du mou dans la gâchette est un film franco-italien, réalisé par Louis Grospierre, sorti en 1967. Film intitulé en Italie Due Killers in fuga.

## Synopsis
Nicolas Pappas et Léon Dubois, deux tueurs particulièrement calamiteux, arrivent à Paris, où un chef de gang en mal de « personnel », Jo Laguerre, les a engagés pour couvrir la fuite des auteurs d'un hold-up. Ils s'en tirent tant bien que mal et se voient ensuite chargés de liquider un certain Magnum.

## Fiche technique
- Titre : Du mou dans la gâchette
- Réalisation : Louis Grospierre
- Scénario : Louis Grospierre, d'après une idée de René Havard
- Décors : Claude Bouxin
- Photographie : François Charlet
- Montage : Eric Pluet
- Musique : Claude Bolling
  - Arrangement et direction musicale : Vladimir Cosma
- Production : Fida Cinematografica (Rome) et Les Productions Belles Rives (Paris)
- Distribution : Les Films Fernand Rivers
- Pays :  France,  Italie
- Langue : Français, Anglais
- Format : Eastmancolor - 1,37:1 - 35 mm - son mono
- Durée : 85 minutes
- Genre : Comédie
- Date de sortie : 
  - France - 30 août 1967

## Distribution
- Bernard Blier : Nicolas Pappas
- Jean Lefebvre : Léon Dubois
- Gastone Moschin (VF : William Sabatier) : Jo Laguerre
- Francis Blanche : « La Prudence »
- Marc Lawrence : Magnum
- Corinne Marchand : Valérie
- Sébastien Floche : L'homme au chien
- Michel Serrault : l'armurier
- Marcel Gassouk : un membre du service d'ordre (non crédité)
- André Badin : « M. Badin » un homme de main de Jo Laguerre (non crédité)
- Jacques Bertrand : Raoul Bertrand
- Fernand Berset : un homme de main de Magnum (non crédité)
- Bernard Faure : l'élève de "La Prudence" (non crédité)

## Réception
- Box-office France : 551 013 entrées

## Autour du film
- La caméra s'attarde, le temps d'un clin d’œil, sur deux affiches de cinéma de quartier projetant deux films de 1965 : Un pistolet pour Ringo et Les Mercenaires du Rio Grande
- Le film est tourné dans le quartier Mont-Mesly de Créteil (Val-de-Marne) ; dans les jardins, le centre commercial et l'église Saint-Patrice de la Cité d'Orgemont, à Épinay-sur-Seine (Seine-Saint-Denis) ; à Bagneux (Hauts-de-Seine) ; et à Massy (Essonne), au centre commercial les Franciades. La scène finale est tournée à l'abbaye de Royaumont à Asnières-sur-Oise (Val-d'Oise)[1] ;
- Trois des principaux acteurs du film sont déjà réunis dans Les Tontons flingueurs (Bernard Blier, Jean Lefebvre et Francis Blanche) dans lequel ils jouent déjà le rôle de truands. Les deux premiers accompagnés de Michel Serrault, également au casting, se retrouverons sept ans plus tard dans C'est pas parce qu'on a rien à dire qu'il faut fermer sa gueule.